# Spulerina lochmaea
Spulerina lochmaea är en fjärilsart som beskrevs av Lajos Vári 1961. Spulerina lochmaea ingår i släktet Spulerina och familjen styltmalar. Inga underarter finns listade i Catalogue of Life.